# Guarapari
Guarapari este un oraș în statul Espírito Santo (ES) din Brazilia.